# Jaguarundi
De jaguarundi (Herpailurus yagouaroundi of ook wel Felis yaguaroundi of Puma yaguaroundi), ook wel wezelkat genoemd, is een vertegenwoordiger van de katachtigen die behoort tot de geslachtengroep Acinonychini. Verondersteld wordt dat dit roofdier zich uit dezelfde voorouder als de poema heeft ontwikkeld. Het is de enige soort van het geslacht Herpailurus.
Lengte: kop-romp 50-77 cm, staart 33-60 cm, schouderhoogte 25-35 cm. Gewicht: 4-9 kg.
Deze katachtige kan ongeveer 15 jaar oud worden.

## Uiterlijk
De jaguarundi heeft wat betreft zijn bouw meer weg van een marterachtige dan van een kat.  Vergeleken met de andere kleine katten, heeft de jaguarundi een langer lichaam, een rondere kop, kleinere oren en een kortere, spitse snuit. Daarnaast is het lichaam lang en zijn de poten kort en stevig. Ook de vachtkleur, die niet gevlekt is, is afwijkend. Er bestaan twee kleurvarianten van de jaguarundi: een grijsbruine en een roodbruine vorm. Dit zorgde ervoor dat de jaguarundi aanvankelijk als twee verschillende soorten werd geclassificieerd. Later bleek dat het echter om één soort ging en de twee kleurtypen paren ook. In één nest kunnen jongen met zowel een grijze als een rode vacht voorkomen. Jongen kunnen ook een gevlekte vacht hebben, hoewel dit slechts tijdelijk is. Populaties die in de bossen leven zijn meestal donkerder van kleur dan de jaguarundi’s die de open graslanden bewonen. Mannetjes zijn iets groter en steviger gebouwd dan vrouwelijke dieren.

## Leefomgeving
Jaguarundi's leven in verschillende habitats van zeeniveau tot 3200 meter van Zuid- en Midden-Amerika, van Argentinië tot in de zuidelijke Verenigde Staten. Hun voorkeur gaat uit naar dichtbegroeide laaglandgebieden nabij water, zoals rivierbossen en moerassen. Daarnaast maken ook regenwouden, savannes en droogbossen deel uit van het leefgebied.

## Voedsel
De jaguarundi jaagt vooral op vogels en kleine zoogdieren zoals knaagdieren en haasachtigen. Daarnaast staan ook hagedissen, kikkers, vissen, geleedpotigen en fruit op het menu. Het is daarmee een van de zeldzame katten die zoet voedsel eet.

## Leefwijze
Meestal jaagt de jaguarundi overdag en dan vooral laat in de ochtend. In een groot territorium gaat deze katachtige op de grond op zoek naar voedsel, hoewel het ook een uitstekende klimmer is. Daarnaast kan de jaguarundi ook goed zwemmen. Vrouwelijke jaguarundi’s hebben meestal een territorium van 13-20 km², terwijl die van mannelijke jaguarundi’s over het algemeen groter is. Over het algemeen zijn jaguarundi’s solitaire dieren, maar soms leeft deze kattensoort ook paarsgewijs of zelfs in kleine groepen. Door zijn dagactieve en grondbewonende bestaan vermijdt de jaguarundi directe concurrentie met de pardelkatten (ocelot, margay etc).

## Voortplanting
Er is geen vast paarseizoen, maar over het algemeen paren jaguarundi’s tussen september en november. Na een draagtijd van 63-75 dagen, circa tien weken, worden één tot vier jongen geboren. Ongeveer twintig dagen na de geboorte krijgen de jongen voor het eerst kleine porties voedsel te eten en circa twee jaar later zijn de jonge jaguarundi’s zelfstandig.